# Private Life
Private Life is een Amerikaanse film uit 2018, geschreven en geregisseerd door Tamara Jenkins.

## Verhaal
Rachel (Kathryn Hahn) probeert samen met haar man Richard (Paul Giamatti) tevergeefs zwanger te worden, ondanks meerdere vruchtbaarheidsbehandelingen terwijl ze ook adoptie en andere opties onderwegen. Het onbereikbaar ouderschap zorgt voor heel wat spanningen in hun huwelijk. Onverwachte hulp komt er in de vorm van hun stiefnichtje Sadie (Kayli Carter), die haar studies aan een universiteit gestopt is en bij hen binnenvalt. Misschien is zij wel de laatste, onconventionele oplossing voor hun vruchtbaarheidsprobleem.

## Rolverdeling
| Acteur             | Personage |
| ------------------ | --------- |
| Kathryn Hahn       | Rachel    |
| Paul Giamatti      | Richard   |
| Kayli Carter       | Sadie     |
| Molly Shannon      | Cynthia   |
| John Carroll Lynch |           |

## Productie
Op 4 januari 2017 werd aangekondigd dat Kathryn Hahn de hoofdrol zal spelen in de Netflix-film Private Life, geschreven en geregisseerd door Tamara Jenkins. De filmopnamen gingen van start op 16 maart 2017 in White Plains (New York).
Private Life ging op 18 januari 2018 in première op het Sundance Film Festival.